# 刘英 (1924年)
刘英（1924年1月—2005年2月26日），男，直隶（今河北）献县人，中华人民共和国政治人物，曾任河北省革命委员会副主任兼河北省建设委员会主任，河北省人大常委会副主任，第七届全国人大代表。